# Fetești (okręg Suczawa)
Fetești – wieś w Rumunii, w okręgu Suczawa, w gminie Adâncata. W 2011 roku liczyła 534 mieszkańców.